# Shingo Natsume
Shingo Natsume (Japonés: 夏目真悟;  Hepburn:Natsume Shingo?), (19 de febrero) es un ilustrador,  animador y director de cine japonés, fuertemente influenciado por el trabajo de Hayao Miyazaki y el anime Neon Genesis Evangelion.

## Filmografía
| Año  | Producto | Nombre                                            | Papel               | Notas                                                  | Ref.         |
| ---- | -------- | ------------------------------------------------- | ------------------- | ------------------------------------------------------ | ------------ |
| 2021 | Anime    | Sonny Boy (anime)                                 | Director Storyboard |                                                        |              |
| 2019 | Anime    | Boogiepop y otros                                 | Director Storyboard |                                                        | [ 1 ] [ 2 ]  |
| 2017 | Anime    | ACCA: 13-Territory Inspection Dept.               | Director Storyboard | En doce (12) episodios. En tres (3) episodios.         | [ 3 ] [ 4 ]  |
| 2017 | Película | The Night Is Short, Walk On Girl                  | Storyboard          |                                                        | [ 5 ] [ 6 ]  |
| 2015 | Anime    | One-Punch Man                                     | Director Storyboard | En diecinueve (19) episodios. En cuatro (4) episodios. | [ 7 ] [ 8 ]  |
| 2014 | Anime    | Space Dandy                                       | Director Storyboard | En veintiséis (26) episodios. En tres (3) episodios.   | [ 9 ] [ 10 ] |
| 2013 | Película | Iron Man: Rise of Technovore                      | Storyboard          |                                                        | [ 11 ]       |
| 2012 | OVA      | Hori-san to Miyamura-kun                          | Director            |                                                        | [ 12 ]       |
| 2011 | Película | Fullmetal Alchemist: la estrella sagrada de Milos | Director asociado   |                                                        | [ 13 ]       |
| 2010 | Anime    | The Tatami Galaxy                                 | Storyboard          | En un (1) episodio.                                    | [ 14 ]       |
| 2010 | Película | Welcome to the Space Show                         | Animador            |                                                        | [ 15 ]       |
| 2003 | Anime    | Ikki Tōsen                                        | Animador intermedio | En un (1) episodio.                                    | [ 16 ]       |